# Battaglia di Šiauliai

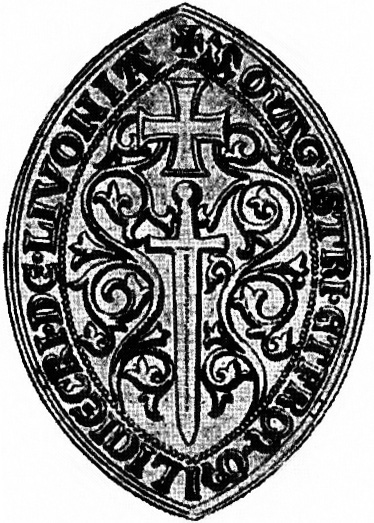
Emblema dei Cavalieri portaspada.

La battaglia di Šiauliai o battaglia del Sole (lituano: Saulės Mūšis, lettone: Saules kauja o Kauja pie Saules) si svolse il 21 e 22 settembre 1236 nei pressi della città di Šiauliai, vicino Bauska, nella regione di Joniškis in Lituania. La raccolta Chronicon Livoniae di Ermanno di Wartberge riporta che la battaglia infuriò nella terram Sauleorum, ma non è provato che terram Sauleorum sia Šiauliai.

## Le fasi della battaglia
Attorno all'anno 1230 i Cavalieri portaspada, guidati dal gran maestro Volkwin, versavano in gravi condizioni economiche, e si erano molto ridotti di numero. Così nel 1236, Volkwin si alleò con il duca di Pskov che comandava Letgalli ed Estoni, e attaccò la Samogizia per conquistarla. Coadiuvati da un contingente stagionale di crociati dell'Holstein, i portaspada conquistarono rapidamente gran parte della Samogizia, saccheggiando e distruggendo parecchi villaggi, anche perché i Samogizi non si erano impegnati in combattimenti e si erano ritirati.
Al sopraggiungere dell'autunno i cavalieri portaspada decisero di rientrare nelle loro basi al nord, ma mentre attraversavano un fiume, i Samogizi tesero loro un'imboscata e li attaccarono. Trovandosi in un terreno paludoso dove non potevano combattere bene a cavallo, i cavalieri si ritirarono e si accamparono per la notte. Ma il giorno dopo furono attaccati da un esercito numeroso di Samogizi, guidati dal duca Vykintas, e di Lituani, comandati dal duca Mindaugas.
Le truppe ausiliarie appiedate che accompagnavano i cavalieri scapparono, e questi, rimasti soli, furono attaccati dalla cavalleria leggera lituana che lanciava da breve distanza corti giavellotti, molto efficaci contro la lenta cavalleria pesante dei cavalieri portaspada, perdipiù impacciata nei movimenti dal terreno paludoso. Fu una vera strage, in cui morì anche il gran maestro Volkwin. I pochi cavalieri che riuscirono a sfuggire dirigendosi verso Riga, furono poi sterminati nei giorni successivi dai Semigalli, che pare non abbiano partecipato alla battaglia vera e propria.

## Conseguenze della battaglia
Dopo questa battaglia, i pochi cavalieri portaspada sopravvissuti (rimase in vita solo il 10% dell'esercito crociato), il 12 maggio 1237, accettarono di essere incorporati nell'ordine dei Cavalieri Teutonici e divennero noti come Ordine di Livonia: nei fatti, questi ultimi riuscirono a preservare una certa autonomia e riuscirono a sopravvivere anche alla fine dell'Ordine teutonico dopo la battaglia di Grunwald del 1410: nel 1413 l'Ordine dei cavalieri di Livonia diverrà formalmente autonomo.